# 叙尔克
叙尔克（法語：Surques，法語發音：[syʁk]）是法国上法蘭西大區加来海峡省的一个市镇，属于圣奥梅尔区。

## 地理
叙尔克（50°44'25"N, 1°54'57"E）面积6.85 平方千米，位于法国上法蘭西大區加来海峡省，该省份为法国北部沿海省份，西北濒北海，南至索姆省，东临北部省。
与叙尔克接壤的市镇（或旧市镇、城区）包括：奥坎冈、班冈、布吕南贝尔、埃克耶、隆格维尔、勒贝尔格。

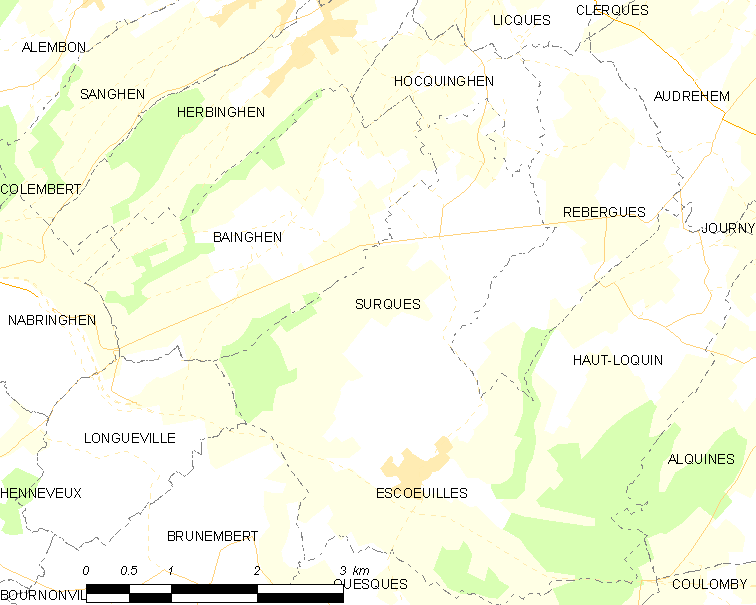
叙尔克的OSM定位图

叙尔克的时区为UTC+01:00、UTC+02:00（夏令时）。

## 行政
叙尔克的邮政编码为62850，INSEE市镇编码为62803。

## 政治
叙尔克所属的省级选区为兰布尔县。

## 人口

1962-2008年间叙尔克人口变化图示

叙尔克于2022年1月1日时的人口数量为631人。